# Coliidae
Los cólidos o colíidos (Coliidae) son una familia de aves, la única actual del orden Coliiformes, cuyos miembros son denominados comúnmente pájaros ratón. Son un grupo pequeño sin afinidades cercanas con otros grupos. Este grupo habita solo en el África subsahariana, y es el único orden de aves confinado completamente a ese continente, aunque en el pasado tenía una distribución más amplia y se distribuía hasta en Europa, donde se han encontrado fósiles del Eoceno. Actualmente contiene solo seis especies.

## Características
Alcanzan una longitud corporal de 29 a 38 centímetros. A pesar de esta longitud total, son aves bastante pequeñas, ya que alrededor de 3/5 de la longitud del cuerpo se asignan a la cola.
Los pájaros ratón tienen un pico cónico corto con una punta curva y un borde cortante afilado; la lengua corta puede actuar como un pistón para succionar la pulpa jugosa de la fruta. Las mandíbulas de las aves están adaptadas para cortar frutas. Las patas, el pico y las partes sin plumas de la “cara” pueden ser de color rojo, negro o azulado  . La piel desnuda alrededor de los ojos y la base del pico en los ratones ratón de cara roja y gorra azul del género Urocolius son de color rojo brillante, la punta del pico es negra. Las patas de la subespecie sureña del pájaro ratón de alas marrones son de color gris oscuro o violeta oscuro, y en algunas subespecies tropicales son de color rojo brillante. Las patas del ratón de cabeza blanca de las regiones occidentales de África y del ratón de espalda roja de las regiones orientales también son de color rojo .
Son aves grisáceas o castañas con plumaje suave, denso, el cuerpo delgado y la cola delgada y muy larga. Son arborícolas y se mueven entre las hojas como los roedores en busca de bayas, fruta y brotes. Este hábito, y sus patas, da lugar al nombre inglés del grupo "pájaros ratón". 
Son acrobáticas y pueden alimentarse al revés. Todas las especies tienen garras fuertes y poseen dedos giratorios en sus patas: el primer y cuarto dedo se pueden girar tanto hacia adelante como hacia atrás. Esta es una adaptación para moverse en las ramas y les permite maniobrar hábilmente a través del denso follaje de los árboles. Con sus garras fuertes y afiladas, pueden colgarse boca abajo de las ramas. También tienen crestas y los picos cerdosos.
Gracias a su denso plumaje, pueden moverse rápida y ágilmente a través de un arbusto espinoso sin ningún peligro. Sus picos cortos y poderosos están curvados hacia abajo. Las diferentes especies apenas difieren en el color del cuerpo y la forma del cuerpo. Los machos y las hembras son iguales. Se alimentan principalmente de bayas y frutas.
Cuando descansan juntos, se acurrucan muy juntos y se mantienen calientes. Al igual que los colibríes, estas aves pueden quedarse dormidos por la noche. Durante este sueño de ahorro de energía, la temperatura corporal y el metabolismo se reducen considerablemente.

## Dieta
La dieta de los pájaros ratón se compone principalmente de frutas, hojas, brotes, yemas y néctar de flores. El consumo de alimentos jugosos y ricos en calorías está indicado por la estructura del sistema digestivo y el aparato mandibular, que está adaptado para cortar frutas blandas y arrancar o chupar la pulpa jugosa. Los representantes de la familia no tienen bocio, tienen un estómago muscular débil y un intestino corto . La fermentación de las hojas ocurre en el intestino anterior. Los pájaros ratón pueden mantener el peso corporal alimentándose exclusivamente de hojas, pero cambian fácilmente su dieta cuando hay frutas disponibles. Koblik añade que pueden atrapar insectos y destruir los nidos de pájaros pequeños.
Los pájaros ratón se alimentan tanto de especies de plantas nativas como de especies invasoras, generalmente cultivadas por humanos. En particular, su dieta incluye los zarcillos y hojas tiernas de guisantes y frijoles, hojas tiernas de col, hojas y flores de palo de rosa africano (Dalbergia melanoxylon), hojas y frutos de calabazas, fresas y grosellas, tomates (incluso los verdes), frutos de guayaba, higos, ciruelas, melocotones, albaricoques y algunos tipos de papaya. Las manzanas y las peras duras no son adecuadas para los ratones-pájaros. La pulpa de las piñas y los cítricos suele estar protegida por una cáscara dura, pero los ratones pueden comerla si la cáscara está dañada por otra cosa. La capacidad de manipular la posición de los dedos permite a los pájaros ratón agarrar una fruta con una pata y, haciendo equilibrio sobre la otra, devorar su pulpa, usando sus dedos para cambiar el tamaño y la forma de los restos de fruta. Además, las aves se alimentan de los brotes y yemas de las almendras, manzanas y peras. Rowan señaló que el daño que los ratones causan a las grandes granjas es insignificante, ya que las aves prefieren la diversidad. Esta dieta causa daños importantes a pequeños huertos y huertas para consumo personal . En el sur de África, la temporada de floración es bastante larga y los frutos también permanecen en los árboles durante mucho tiempo, lo que permite a los pájaros ratón alimentarse durante todo el año. En particular, el Sideroxylon inerme tiene una época de floración de septiembre a abril, y sus frutos duran cuatro semanas después de la maduración; Ficus sur  florece de octubre a enero, Cassine peragua  de enero a mayo, los frutos maduros de Olinia cymosa permanecen en las plantas hasta diez meses, y los frutos de Osyris compressa permanecen incluso durante la hinchazón de los nuevos brotes. Según observaciones en cautiverio, las aves comen alrededor de 1,3  g de alimento a la vez, mientras que su estómago contiene entre 2,0 y 2,5 g. Teniendo en cuenta que los científicos no pudieron medir la masa de hojas comidas por los pájaros ratón (preferían comer plantas que crecían en el aviario en lugar de las medidas de antemano en los comederos), Rowan sugirió que los pájaros ratón consumen entre 4 y 6 g por hora.alimento, o unos 50  g por día.
Entre las 60 especies de plantas cuyos frutos u otras partes son consumidos por los pájaros ratón, Rowan nombró las más importantes como la Phoenix reclinata, la espinosa sideroxylon, Ehretia rigida, y especies de los géneros Ficus, Rhus, Diospyros, Euclea, Olea y Lycium . Rowan señaló específicamente que en algunos casos, los pájaros ratón comen flores ( Lachenalia, Acacia ) y en otros prefieren el néctar ( Erythrina ) . Los ratones de pájaro pueden alimentarse de brotes, hojas y frutos de la misma especie, como es el caso de la baya de goji, que es particularmente resistente a los climas secos . La dieta de los pájaros ratón también incluye plantas venenosas o plantas con un sabor picante:  Salvadora persica, Schinus molle , Euphorbia triangularis , Cotoneaster, Olinia cymosa, Melia azderach, Rhoicissus, Solanum mauritianum, Acokanthera oblongifolia. Este último fue utilizado por los bosquimanos y otros pueblos indígenas de África para fabricar flechas envenenadas, y la Nelia acedarach se considera venenosa para las aves de corral [ 34 ] [ 35 ] . Algunas otras plantas comestibles también son tóxicas para los mamíferos u otras aves y pueden usarse en medicamentos. Es posible que su desintoxicación esté asociada con el agrandamiento del hígado del pájaro ratón de espalda blanca [ 36 ].
Por lo general, los pájaros ratón se reúnen en bandadas de una misma especie, pero cuando hay gran cantidad de alimento hay excepciones. En el área de la Península del Cabo alrededor de Ciudad del Cabo, durante la temporada de floración de primavera, Rowan observó una bandada de pájaros ratón de alas marrones y de espalda blanca en un huerto de almendros. Los frutos del Sideroxylon inermis que crece a lo largo del río Ersti atraen regularmente a los pájaros ratón de cara roja y de alas marrones. Las mismas aves se pueden ver en la reserva de caza Ndumu en Zululand durante la floración del Aloe marlothi. En pequeños jardines del Pequeño Karoo, se pueden observar las tres especies de pájaros ratón sudafricanos alimentándose juntas.
En los estómagos de los ratones de aves se observan tenias parásitas del orden Cyclophyllidea, con mayor frecuencia del género Raillietina , mientras que las aves permanecen en buenas condiciones. Entre 1961 y 1962, 11 de los 26 pájaros ratón de cara roja examinados estaban infectados: seis pájaros tenían uno o dos gusanos, tres tenían tres o cuatro, uno tenía 11 gusanos y el ave restante tenía parásitos que ocupaban casi por completo el intestino grueso [ 39 ]. Estos parásitos suelen ser ingeridos por las aves junto con los insectos, por lo que es posible que los pájaros ratón los coman. Miles B. Markus propuso en 1965 que en el cuerpo del ratón pájaro ocurren varias etapas del ciclo de vida de la tenia. Los huevos de parásitos pueden ser ingeridos directamente por el ratón a través de frutas contaminadas con excrementos de aves infectadas, en lugar de alimentarse de insectos [ 39 ]. Rowan observó que en los aviarios, los pájaros ratón no muestran interés en los alimentos proteicos, en particular las termitas, los escarabajos oscuros ( Tenebrio), los quesos y la carne cocida o cruda (aunque pueden beber leche, comer mantequilla o huevos cocidos).
En el abrevadero, los pájaros ratón succionan agua, sumergiendo completamente sus picos en ella, como lo hacen las palomas . Otras aves suelen recoger agua con el pico y echar la cabeza hacia atrás. Rowan observó que los ratones de alas marrones bebían agua regularmente, los ratones de cara roja bebían agua desde mediados del verano hasta principios del otoño, y los ratones de espalda blanca solo bebían en climas excepcionalmente cálidos y secos. En los desiertos de Namibia y Kalahari, los pájaros ratón de cara roja beben agua no cuando hace mucho calor, sino cuando no hay frutas jugosas (están demasiado verdes o marchitas).

## Comportamiento
Son gregarios, viven en lugares ligeramente arbolados. Estos pájaros construyen los nidos de ramitas en arbustos bajos. Ponen típicamente de dos a cuatro huevos, naciendo rápidamente un pichón muy precoz, qué pronto deja el nido y adquiere capacidad de volar.

### Muda de plumas
La muda de los pájaros ratón es irregular: en cualquier época del año pueden estar en cualquier etapa de cambio de las plumas de vuelo o de la cola. Sin embargo, Rowan señaló que en regiones con clima templado se observa muda estacional. Adrian JFK Craig, Bo T. Bonnevie, Patrick E. Hulley y George D. Underhill estudiaron en 2013 la muda de tres especies de pájaros ratón que viven en Sudáfrica. Los científicos no pudieron detectar una interrupción en el proceso de muda ni en su duración, pero observaron que la muda de las plumas de vuelo se produce de forma descendente (de las plumas internas a las externas), por lo general solo se reemplaza una pluma de vuelo a la vez. por eso la muda debería tardar mucho tiempo. Estudios anteriores han demostrado que las plumas secundarias de vuelo y las plumas de la cola se reemplazan al azar. En el pájaro ratón de alas marrones y cara roja ( Urocolius indicus), el cambio de las plumas de la cola del borde al centro ocurre con más frecuencia que del centro al borde, y en el de lomo blanco es al revés, pero en las tres especies, en el 30-40% de los casos no existe un orden especial para reemplazar las plumas de la cola. A menudo comienza una nueva muda antes de que la anterior se complete por completo. Aparentemente, la cría cooperativa permite a los pájaros ratón combinar la muda con la reproducción; las aves no tienen un lugar de cría .

### Reproducción
Suelen anidar juntos en colonias sueltas, aunque los nidos también pueden estar dispersos. Las parejas mantienen un fuerte vínculo que puede durar años. Durante el cortejo, los machos saltan en el mismo punto de una ramita, pero ocasionalmente también en el suelo. El cortejo puede durar varios minutos y no siempre atrae a las hembras. Los machos que cortejan no cantan, sino que emiten sonidos bajos y guturales para atraer a las hembras.
Los nidos son sencillos y con forma de cuenco, se construyen en matorrales densos o en arbustos o árboles espinosos, normalmente a no más de 2 m del suelo. El nido se construye con pequeños palos, hierba, fibras, raíces y musgo, y son traídos en su mayoría por los machos y dispuestos por las hembras. En algunas zonas, los ratoneros construyen sus nidos cerca de los de una peligrosa especie de avispa, Belonogaster rufipennis. Así, los ratoneros están protegidos de los ladrones de nidos, especialmente de las serpientes de los árboles, y las avispas no molestan a los pájaros. 
Los huevos son relativamente pequeños (19-22 mm de largo y 15-18 mm de ancho) y tienen una cáscara blanca rugosa y de grano grueso. Las nidadas suelen constar de dos a cinco huevos. Ambos sexos comparten la incubación de los huevos, que dura 11 a 12 días, y se relevan mutuamente varias veces durante esos días. Las crías recién nacidas sólo pesan 2 gramos o menos y tienen los ojos cerrados. Están casi desnudos o cubiertos sólo con un escaso pelaje de plumón, que crece rápidamente. Sus ojos se abren y sus primeras púas aparecen ya al final de la primera semana. Hacia el final de la segunda semana, están ampliamente emplumados y, si se ven amenazados, son capaces de abandonar el nido trepando. Los jóvenes ratoneros intentan sus primeros vuelos a las dos semanas y media, cuando todavía son mucho más pequeños que sus padres y sólo tienen una cola corta. Las crías permanecen en estrecho contacto con sus padres después de abandonar el nido y siguen alimentándose hasta la edad de cuatro a seis semanas. Los pájaros de nidadas anteriores pueden ayudar a los padres a alimentar a las crías y también a defender el nido y las crías.

## Taxonomía y evolución
Los pájaros ratón pueden considerarse fósiles vivientes ya que las seis especies que quedan actualmente son los supervivientes de un linaje mucho más diverso de finales del Paleógeno y el Mioceno. Hay un registro fósil relativamente abundante de Coliiformes, pero no ha sido fácil encadenar su filogenia. Se ha documentado la existencia del orden desde los inicios del Eoceno. A finales del Eoceno o antes, se conoce la existencia de dos familias, la actual Coliidae y la extinta en tiempos prehistóricos Sandcoleidae, cuyos miembros tenían el pico largo.
Esta última se emplazó anteriormente en un orden separado, pero finalmente se descubrió que ambos procedían de un grupo parafilético formado por los ancestros de los coraciformes, los loros y formas como Neanis. Incluso así se supone que los sandcoléidos podrían ser un grupo monofilético lo que implicaría que sería sacado del taxón, pero entonces muchas especies no podrían ser asignadas con certeza a una familia u otra. Por ejemplo el género Selmes, probablemente es un cólido, pero relativamente distante del género moderno.

## Sistemática
Actualmente hay dos subfamilias, cada uno con un solo género. Existen fósiles pertenecientes a la familia: Primocolius sigei, Primocolius minor, Limnatornis paludicola, Limnatornis archiaci y Colius palustris.[cita requerida]
- Familia Coliidae
  - Género Primocolius (fósil en Eoceno/Oligoceno de Francia)
  - Género Oligocolius (fósil en Oligoceno de Alemania)
  - Género Masillacolius (fósil en Eoceno de Alemania)
  - Subfamilia Coliinae
    - Género Colius
      - Colius striatus
      - Colius leucocephalus
      - Colius castanotus
      - Colius colius
      - Colius hendeyi (fósil)

  - Subfamilia Urocoliinae
    - Género Urocolius
      - Urocolius macrourus
      - Urocolius indicus